# Niederländisch-reformierte Kirche

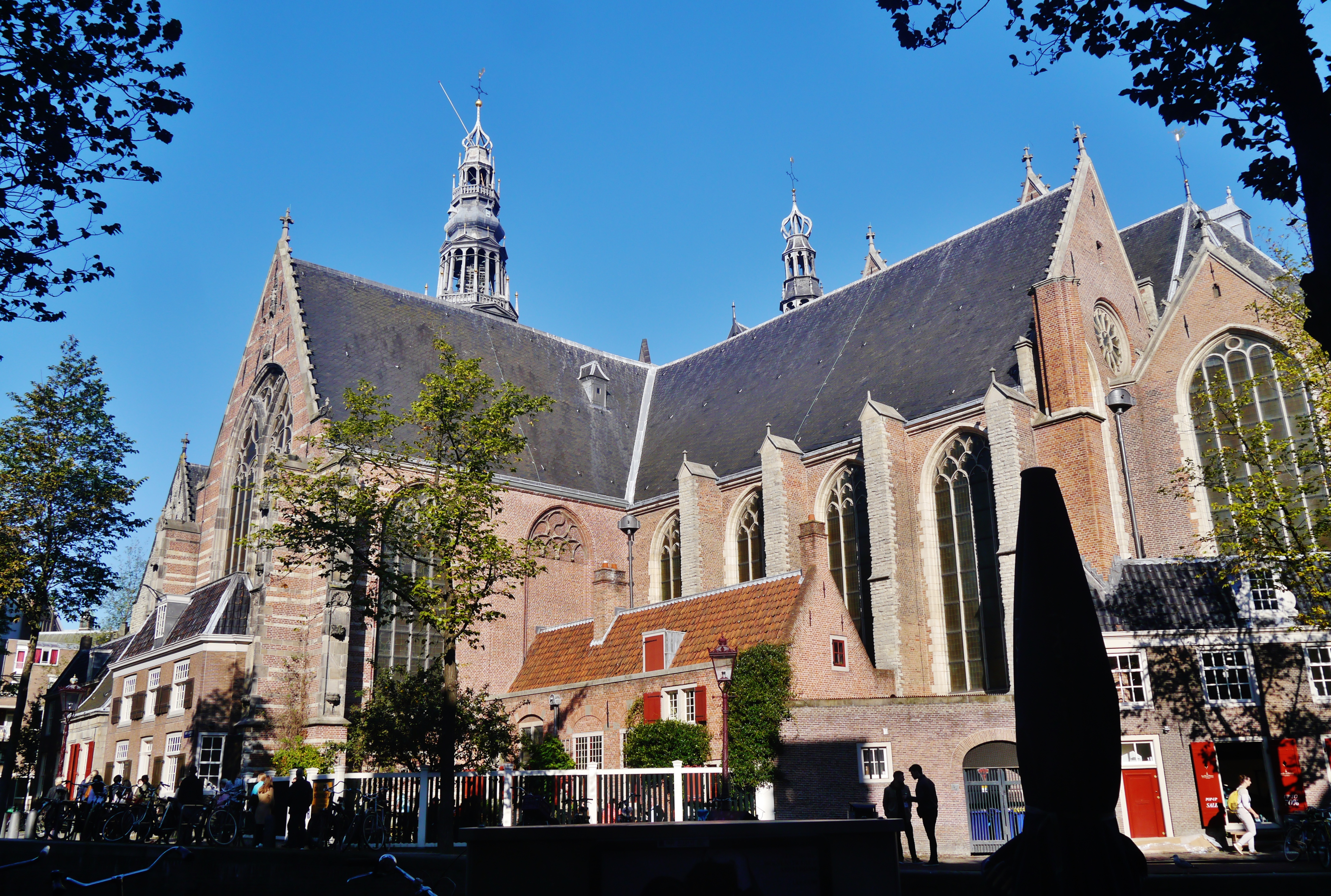
Oude Kerk (Amsterdam)

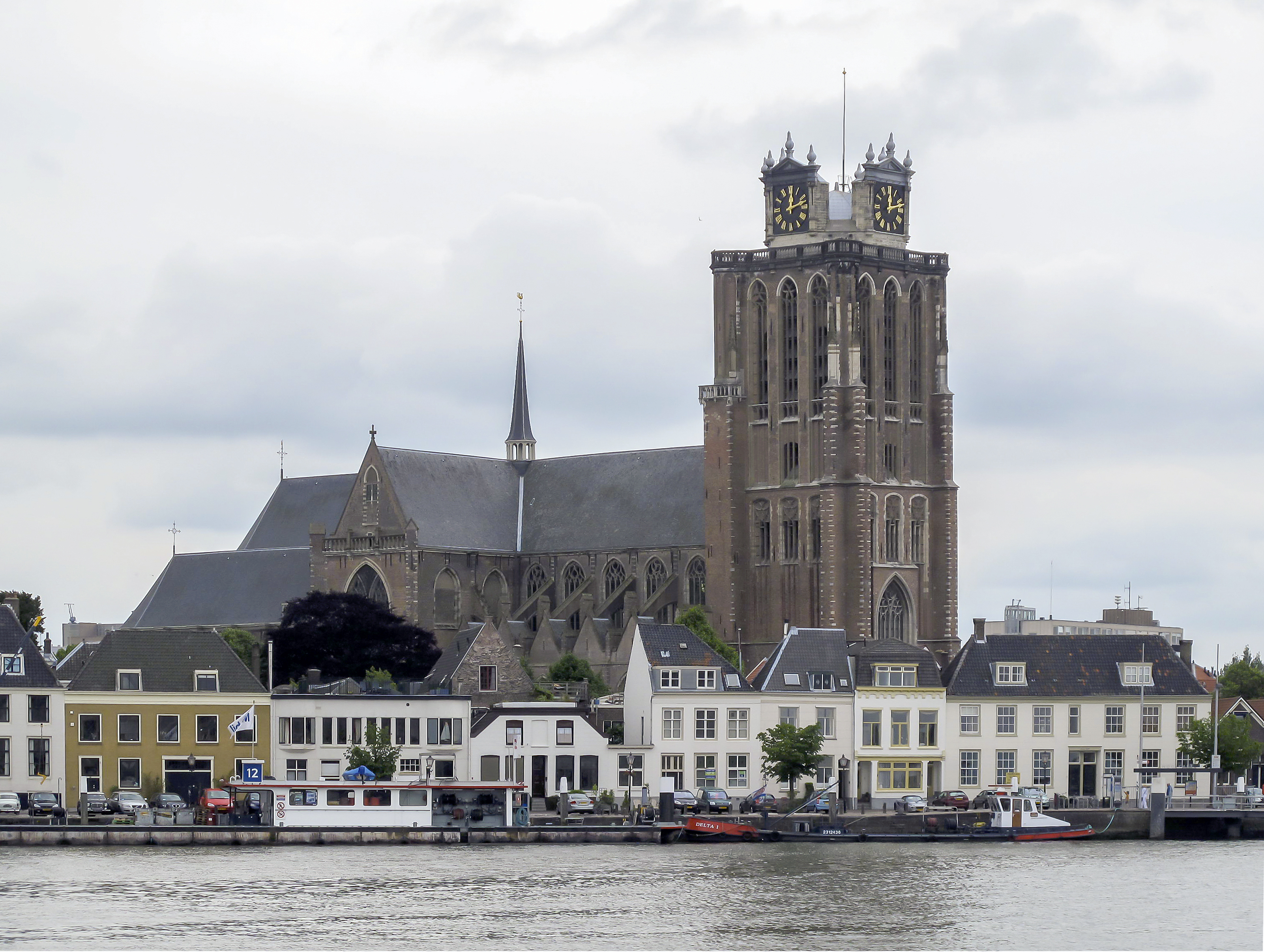
Grote Kerk in Dordrecht

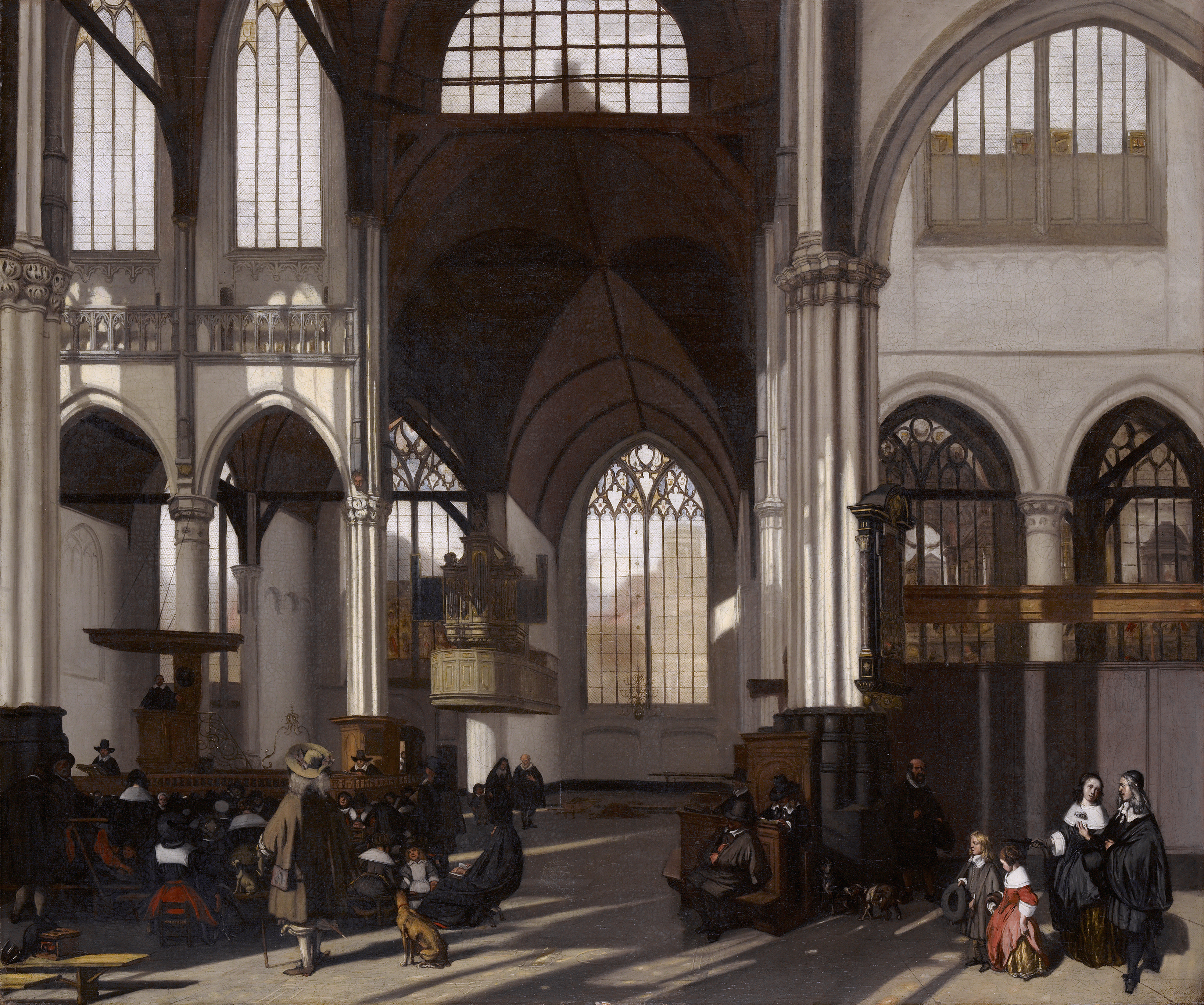
Oude Kerk in Amsterdam (gemalt durch Emanuel de Witte)

Die Niederländisch-reformierte Kirche (Nederlandse Hervormde Kerk, NHK) war bis zum Zusammenschluss mit den Gereformeerde Kerken und den Lutheranern 2004 die größte evangelische Kirche der Niederlande seit der Gründung im 16. Jahrhundert. Bis zum Jahr 1930 war sie die größte christliche Kirche der Niederlande, danach wurde es die römisch-katholische Kirche. Bis 1795 Staatskirche, ist sie durch Niederländische Kolonien in mehreren Orten rund um die Welt verbreitet.
Die Kirche entstand im Heiligen Römischen Reich auf einer Synode im ostfriesischen Emden im Jahre 1571.
In Deutschland bestehen ebenfalls einige Gemeinden der Niederländisch-reformierten Kirche, so in Wuppertal.

## Geschichte

### Gründung und Dordrechter Synode

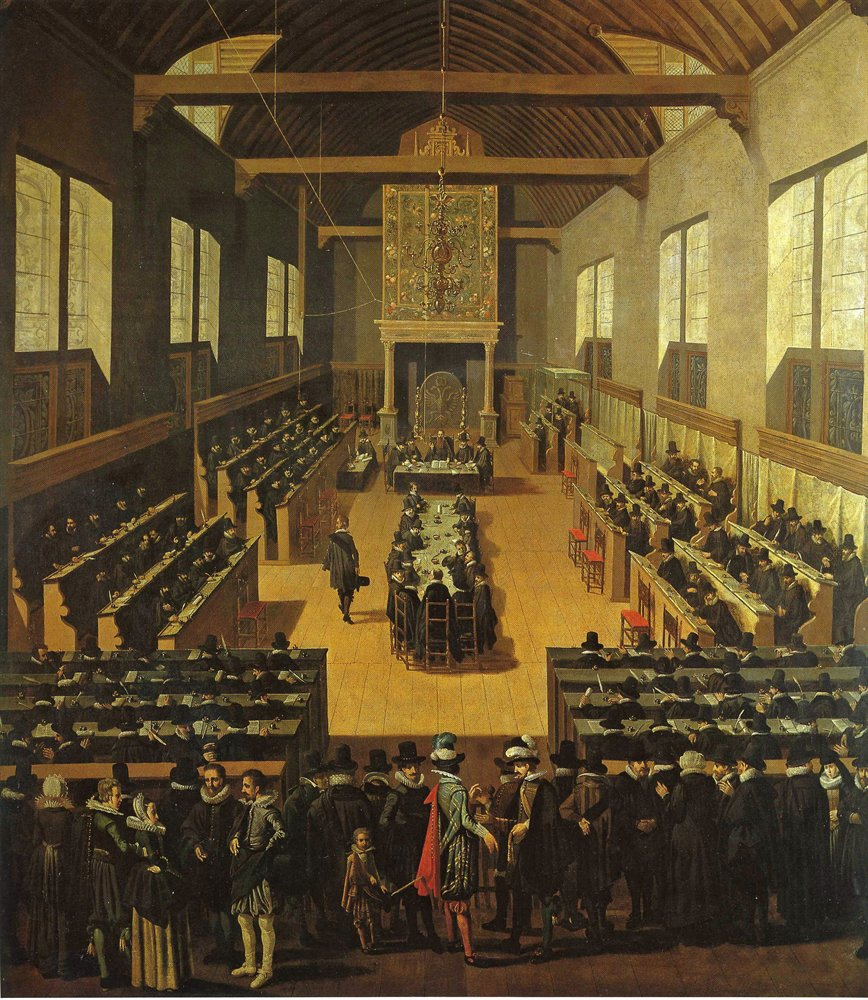
Dordrechter Synode

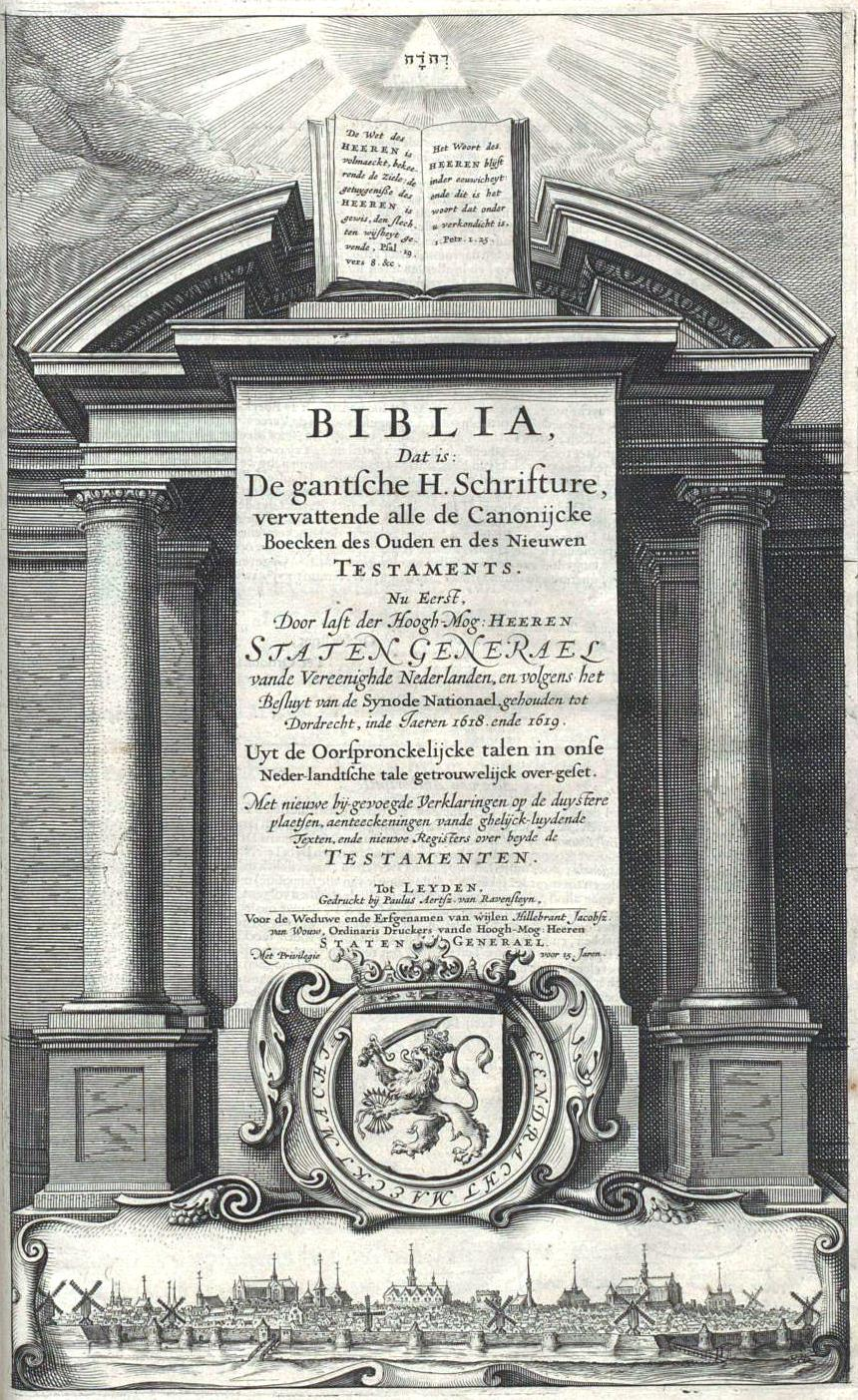
Statenvertaling

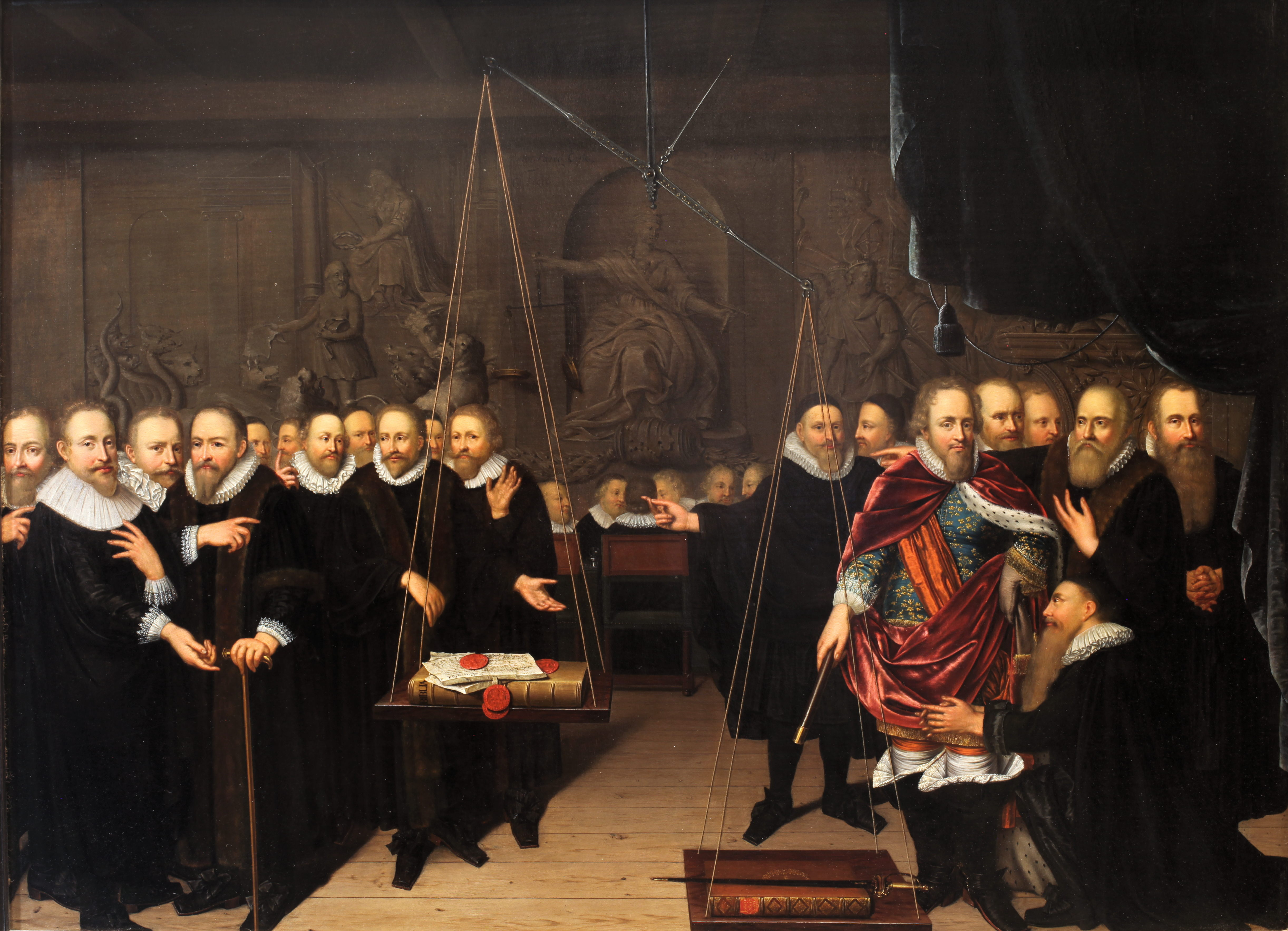
Allegorie des theologischen Streits zwischen den Arminianern und deren Gegnern von Abraham van der Eyk, 1721

Vom 16. Jahrhundert bis 1816 nannte sich die Kirche Nederduitse Gereformeerde Kerk.
Die niederländischen Provinzen öffneten sich der Reformation Luthers anfangs nur wenig, da die Devotio moderna im Land schon breit gewirkt hatte. Doch die Bewegung der Wiedertäufer fand Anklang und erreichte nach dem beruhigenden Einfluss Menno Simons’ gut 20 Prozent, die „Stillen im Lande“. Für die nach Selbständigkeit strebenden Gemeinden wurde später besonders Calvins Lehre attraktiv, wogegen seit 1567 der Herzog von Alba im Auftrag des Habsburgers Philipp II. vorging. Darauf flohen viele Niederländer aus ihrer Heimat (vermutlich mehr als 100.000), von 1568 bis 1572 gab es eine große Flüchtlingswelle, die am Niederrhein, in der Pfalz, in Ostfriesland und in England Aufnahme fand. An ihren jeweiligen Asylorten sammelten sie sich in eigenen reformierten Flüchtlingsgemeinden. Ziel des Weseler Konvents von 1568 war es, diesen Gemeinden eine einheitliche presbyteriale Struktur zu geben und sie durch einen synodalen Überbau miteinander zu vernetzen. Die Beschlüsse von Wesel wurden unmittelbar umgesetzt. Es wurden vier Classen gebildet: Pfalz, Jülich, Ostfriesland und Wesel.
Im Jahr 1571 bestätigte eine erste Gesamtsynode in Emden die Beschlüsse von Wesel in allen wesentlichen Punkten und formte sie zu einer Kirchenordnung um. Nach Rückkehr vieler Flüchtlinge in die Niederlande konnte 1578 erstmals die Gesamtsynode in den Niederlanden, in Dordrecht, zusammentreten. Damit war die Niederländisch-reformierte Kirche auf den drei Ebenen der Gemeinden – Classen – Generalsynode ausgebildet. Auch wurden die Ämter festgelegt: Diener (Prädikant) – Doktor (Theologe) – Ältester (Presbyter) – Diakon (Armenfürsorger). Die nächste Synode fand in Den Haag 1586 statt. Erst nach über dreißig Jahren folgte die Dordrechter Synode 1618/19, die wichtige Lehrstreitigkeiten ausräumen sollte. Remonstranten, die Anhänger des Arminianus, und Contraremonstranten stritten um die rechte Lehre, es ging um
- die Prädestinationslehre;
- die Bedeutung der Bekenntnisschriften (in den Niederlanden: Confessio Belgica und Heidelberger Katechismus);
- die Beziehung zwischen Staat und Kirche.

Am Ende standen mit dem Belgischen und Heidelberger Katechismus als drittes Dokument die Lehrregeln von Dordrecht, die zusammen weltweit den Kern der reformierten Konfession beinhalten.
Durch die erfolgreiche Generalsynode, die nach dem Einsatz intriganter Mittel den „Contras“ rechtgab, konnte ein langer theologischer Zwist vermieden und international breites Ansehen gewonnen werden. Auch Vertreter anderer calvinistischer Staaten nahmen teil. Die Armininaner wurden teilweise zum Exil gezwungen. Weitere Generalsynoden wurden durch die niederländischen Generalstaaten bis 1795 untersagt, um neue Zwistigkeiten zu umgehen. Doch wurde in Dordrecht beschlossen, eine Bibelübersetzung aus den Originalsprachen anfertigen zu lassen. Eine Gruppe von Gelehrten erhielt von den Generalstaaten 1619 den Auftrag, die im Jahre 1637 erschienene Übersetzung trägt den Namen „Statenbijbel“. Geschrieben in der „Sprache Kanaas“, wie das feierliche Niederländisch genannt wurde, wurde sie für die reformierten Familien das Zentrum des häuslichen Lebens, man las nach den Mahlzeiten, zu Festtagen oder vor wichtigen Ereignissen daraus vor.

### Nadere Reformatie

Gisjbert Voetius, Begründer der Nadere Reformatie, Rektor der neuen Universität Utrecht

Die Nadere Reformatie (nl. nähere Reformation) im 17. und 18. Jahrhundert legte großen Wert auf die Auswirkungen der biblischen Botschaft auf alle Aspekte des täglichen Lebens. Die Lehre sollte auch auf den konkreten Lebenswandel einwirken in Familie, Gesellschaft, Kirche, Politik und Staat. Die Prediger und Theologen der näheren Reformation riefen auf zu Buße und Reue. Sie stand unter dem Einfluss von Pietismus und Puritanismus. Bekannte Vertreter waren Gisbert Voetius und Hermann Witsius sowie die Prediger Wilhelmus à Brakel. Der Utrechter Prädikant Jodocus van Lodensteyn steuerte Dichtungen in der Sammlung „Uyt-spanningen“ (1676) bei, die ein populäres Gesangbuch wurde. Beim Tode sprachen viele die Verse:
Hoog! omhoog! mijn ziel, naar boven!
Hier beneden is het niet:
’t Rechte leven, lieven, loven,
Is maar waar men Jezus ziet.

### Umbenennung 1816

Entwicklung der Protestantischen Kirche in den Niederlanden

1816 wurde sie durch das von König Wilhelm I. erlassene Algemeen Reglement voor het bestuur der Nederlandsche Hervormde Kerk in het Koningrijk der Nederlanden (Grundordnung für die Niederländisch-reformierte Kirche im Königreich der Niederlande) in Nederlands Hervormde Kerk umbenannt.
In den Jahren 1834, 1840 und 1886 spalteten sich von ihr mehrere reformierte Gruppen ab. 1869 bildeten Teile davon die Christelijke Gereformeerde Kerk. 1892 bildeten Teile davon die Gereformeerde Kerken in Nederland (Reformierte Kirchen in den Niederlanden). Ein Teil kam 1946 zurück in die NHK. Die Reformierten bildeten in der wachsenden Verzuiling eine der tragenden Säulen der niederländischen Gesellschaft.
1962 begannen Verhandlungen zwischen den Gereformeerde Kerken und der Niederländisch-reformierten Kirche unter dem Leitsatz Samen op Weg („Zusammen auf dem Weg“). Am 1. Mai 2004 schlossen sich die Gereformeerde Kerken, die Niederländisch-reformierte Kirche und die Evangelisch-Lutherische Kirche im Königreich der Niederlande zur Protestantse Kerk in Nederland (Protestantische Kirche der Niederlande, PKN) zusammen.
Streng konservative Kreise der Niederländisch-reformierten Kirche lehnten die Vereinigung zur Protestantischen Kirche der Niederlande ab und gründeten in einer Gegenbewegung am 31. August 2004 die Wiederhergestellte Reformierte Kirche (Hersteld Hervormde Kerk).
Seit Oktober 2004 wird in den meisten Gemeinden der PKN von der neuen niederländischen Bibelübersetzung Gebrauch gemacht.
Die Protestantische Kirche der Niederlande hat ihr zentrales Büro (Dienstencentrum) in Utrecht.

## Verbreitung in der Welt

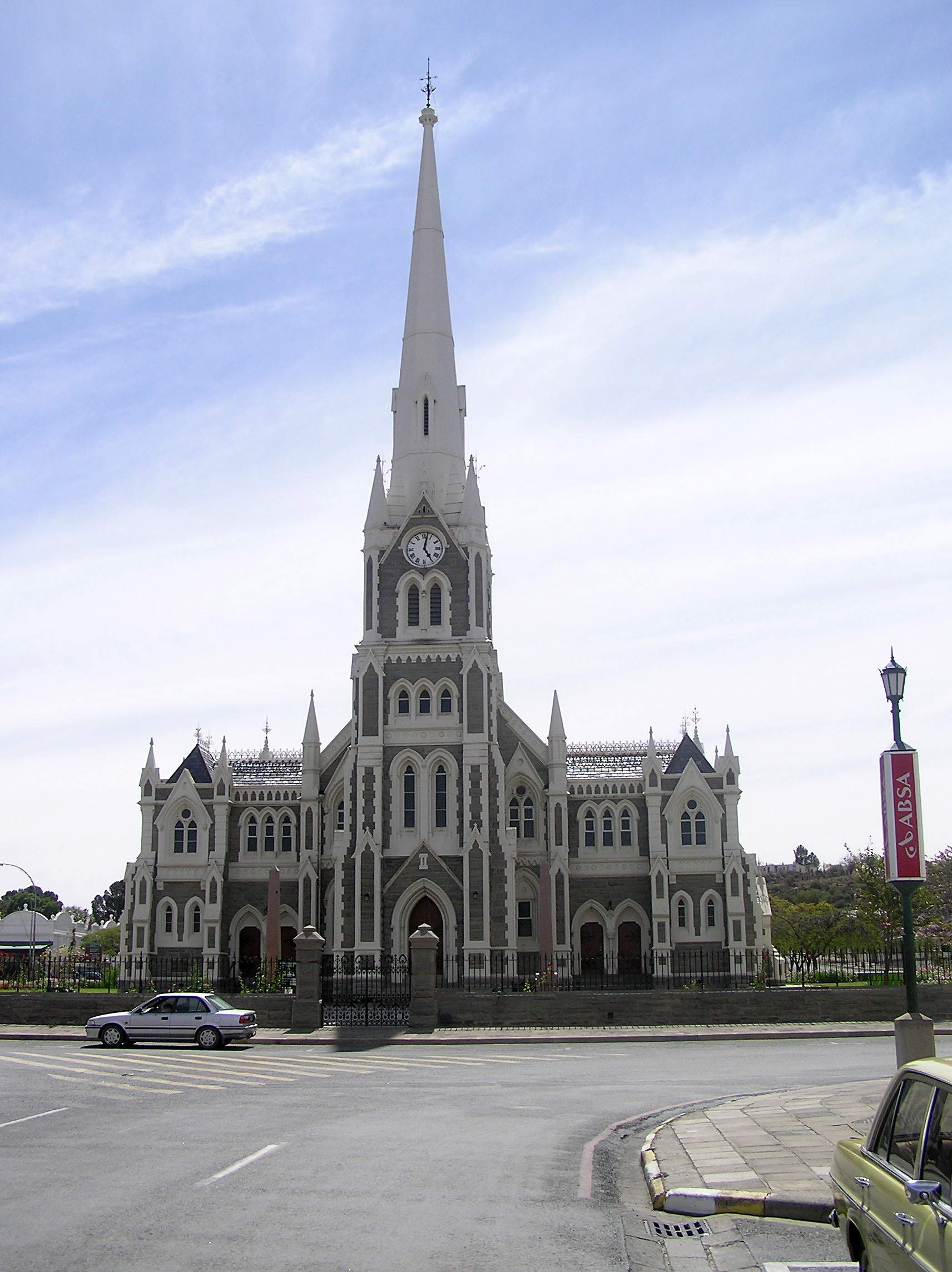
Die Dutch Reformed Church (Grotekerk) in Graaff-Reinet (Südafrika) wurde 1885–1887 erbaut und ist in weiten Teilen ein Nachbau der Kathedrale von Salisbury (Großbritannien)

Durch die Handels- und Kolonialbeziehungen der Niederlande verbreitete sich die Niederländisch-reformierte Kirche weltweit. Als nationale Kirchen bestehen die Tochtergründungen weiter.

### Amerika
Mit der Gründung von Neu Amsterdam bestand dort seit 1628 auch ein Ableger der Niederländisch-reformierten Kirche. Zwei große Nachfolgekirchen bestehen in den USA und Kanada mit der Christian Reformed Church in North America und der noch älteren Reformed Church in America.
In der Karibik gab es eine erste Kirche auf der damals dänischen Insel Saint Thomas ab 1660, parallel ab 1636 in Niederländisch-Brasilien, der heutigen Provinz Pernambuco. Bis heute bestehen Kirchen in den niederländischen Territorien Aruba, Curaçao, Sint Maarten und Suriname.

### Asien
Erste Gründungen fanden in Asien 1642 auf der Insel Ceylon und 1605  in Ambon, Maluku, statt. In der Kolonie Batavia wurde 1640 De Oude kerk errichtet. Im heutigen Indonesien bestehen mehrere reformierte Kirchen nebeneinander.

### Südafrika und Namibia
Hauptartikel: Niederländisch-reformierte Kirche (südliches Afrika)
In Südafrika entwickelte sich die dortige Niederländisch-reformierte Kirche zur ideologischen Kraft, die der Apartheid eine biblische Rechtfertigung gab. Seit 1857 waren nach Hautfarben getrennte Gottesdienste zugelassen. Die biblische Stütze lieferte: „Und er hat aus einem jede Nation der Menschen gemacht, dass sie auf dem ganzen Erdboden wohnen, wobei er festgesetzte Zeiten und die Grenzen ihrer Wohnung bestimmt hat“ (Apg 17,26). Im südlichen Afrika gibt es die Gruppe der Nederduitse Gereformeerde Kerk mit angeschlossenen Partnerkirchen in mehreren afrikanischen Staaten, die aber seit langem nicht mehr mit der niederländischen Kirche eng verbunden ist. Sie hat erst seit 1986 einen vollständigen Kurswechsel vollzogen. Ferner existiert in Namibia und Südafrika eine davon unabhängige Nederduitsch Hervormde Kerk van Afrika.